# 假面騎士ZERO-ONE角色列表
假面騎士ZERO-ONE角色列表展示於朝日電視台放映的特攝劇集《假面騎士ZERO-ONE》各個角色。

## 飛電Intelligence & 飛電製作所
飛電或人（ひでん あると）（高橋文哉飾）（ 賈文安（台灣配音） ／ 林筠翔（香港配音） ／ （大陸配音） ）
假面騎士ZERO-ONE、假面騎士001、假面騎士ZERO-TWO和假面騎士ARK-ONE變身者。22歲。
本作主角，原為搞笑藝人，因爺爺的遺願而接任飛電Intelligence的社長，心懷著「人類與Humagear共存」的夢想。
伊絲（鶴嶋乃愛飾）（ 穆宣名（台灣配音） ／ 顧詠雪（香港配音） ／ （大陸配音） ）
假面騎士ZERO-TWO的變身者。
本作女主角，飛電Intelligence社長（或人）的秘書型Humagear。
福添准（ふくぞえ じゅん）（兒嶋一哉飾）
飛電Intelligence的副社長，有著「萬年老二」的野心。
山下三造（やました さんぞう）（佐伯新飾）
飛電Intelligence的專務，對福添准相當忠心。
謝絲塔（成田愛純飾)
福添准的秘書型Humagear。
雷 / 宇宙小子雷電（いかづち / うちゅうやろうらいでん）（山口大地飾）
飛電其雄（ひでん それお）（山本耕史飾）（ 黃天佑（台灣配音） ／ 伍博民（香港配音） ／ （大陸配音） ）
假面騎士1型的變身者。
飛電或人的父親，於聯動劇場版《假面騎士令和The First Generation》登場，本篇僅回憶登場，騎士系統的開發者。
飛電是之助（ひでん・これのすけ）（西岡德馬飾）（ 蔣鐵城（台灣配音） ／ 袁德基（香港配音） ／ （大陸配音） ）
飛電或人的祖父，飛電Intelligence的創辦人兼初代社長，於聯動劇場版《假面騎士令和The First Generation》登場，本篇僅回憶登場。
因其辭世的關係，使得或人接受遺囑回來接班。
威爾（和田聰宏飾）（ 江志倫（台灣配音） ／ 鄧肇基（香港配音） ／ （大陸配音） ）

## A.I.M.S.
不破諫（ふわ いさむ）（岡田龍太郎飾）（ 陳彥鈞（台灣配音） ／ 陳成港（香港配音） ／ （大陸配音） ）
假面騎士Vulcan變身者。
原為A.I.M.S.的隊長，之後獨自行動。
刃唯阿（やいば ゆあ）（井桁弘恵飾）（ 穆宣名（台灣配音） ／ 何凱怡（香港配音） ／ （大陸配音） ）
假面騎士Valkyrie和戰鬥胡狼襲擊者變身者。
原為A.I.M.S.的技術顧問，在不破離職後，接任隊長一職。
榮田（えいだ）（橋渡龍馬飾）
侵略鱟襲擊者變身者。
A.I.M.S.小隊的成員。
尾野（びの）（竹中隼人飾）
侵略鱟襲擊者變身者。
A.I.M.S.小隊的成員。
志田（しだ）（榮男樹飾）
侵略鱟襲擊者變身者。
A.I.M.S.小隊的成員。
出川（でがわ）（岡田和也飾）
侵略鱟襲擊者變身者。
A.I.M.S.小隊的成員。
井東（いとう）（潮見勇輝飾）
侵略鱟襲擊者變身者。
A.I.M.S.小隊的成員。
永福（えいふく）（永徳飾）
侵略鱟襲擊者變身者。
A.I.M.S.小隊的成員。
亡（なき）（中山咲月飾）（ 劉如蘋（台灣配音） ／ 王綺婷（香港配音） ／ （大陸配音） ）
Sold 9（菅原健飾）
Sold 20（鳴海唯飾）（ （台灣配音） ／ 何施緯（香港配音） ／ （大陸配音） ）

## 滅亡迅雷.net
滅（ほろび）（砂川脩彌飾）（ 江志倫（台灣配音） ／ 張振熙（香港配音） ／ （大陸配音） ）
假面騎士滅、假面騎士ARK-ZERO和假面騎士滅亡迅雷變身者。
滅亡迅雷.net的司令塔。
亡（なき）（中山咲月飾）（ 劉如蘋（台灣配音） ／ 王綺婷（香港配音） ／ （大陸配音） ）
假面騎士亡和假面騎士滅亡迅雷變身者。
滅亡迅雷.net的成員，後成為A.I.M.S.的技術顧問。
迅（じん）（中川大輔飾）（ 黃天佑（台灣配音） ／ 張添勝（香港配音） ／ （大陸配音） ）
假面騎士迅、假面騎士ARK-ZERO和假面騎士滅亡迅雷變身者。
滅亡迅雷.net的成員。
雷 / 宇宙小子雷電（いかづち / うちゅうやろうらいでん）（山口大地飾）（ 蔣鐵城（台灣配音） ／ 蔡威賢（香港配音） ／ （大陸配音） ）
假面騎士雷、假面騎士ARK-ZERO和假面騎士滅亡迅雷變身者。
滅亡迅雷.net的成員，太空人型Humagear。
小暗殺 / 暗殺Humagear（あんさつちゃん / あんさつひゅーまぎあ）（松村龍之介飾）（ （台灣配音） ／ （香港配音） ／ （大陸配音） ）
Dodo MAGiA、Dodo MAGiA 改變身者。
滅亡迅雷.net的成員，暗殺特化型Humagear。
亞茲（鶴嶋乃愛二飾）（ （台灣配音） ／ 顧詠雪（香港配音） ／ （大陸配音） ）
方舟的使者。

## ZAIA企業
天津垓（あまつ がい）（櫻木那智飾）（ 蔣鐵城（台灣配音） ／ 陳健豪（香港配音） ／ （大陸配音） ）
假面騎士Thouser、假面騎士THOUSAND ARK變身者。
ZAIA日本分部的社長，之後被降職成千騎課的課長，在ZAIA日本分部被假面騎士滅亡迅雷摧毀後，獨自出來創業。
與多垣威廉森（よたがき うぃりあむそん）（丸山智己飾）
ZAIA日本分部的新任社長。
京極大毅（きょうごく だいき）（小瀬浩一飾）
偵查熊貓襲擊者的變身者。
ZAIA日本分部的開發部主任。
刃唯阿（やいば ゆあ）（井桁弘恵飾）（ 穆宣名（台灣配音） ／ 何凱怡（香港配音） ／ （大陸配音） ）
亡（なき）（中山咲月飾）（ 劉如蘋（台灣配音） ／ 王綺婷（香港配音） ／ （大陸配音） ）
野立萬龜男（のだち まきお）（AKIRA 100%飾）
Sold 9（菅原健飾）
Sold 20（鳴海唯飾）（ （台灣配音） ／ 何施緯（香港配音） ／ （大陸配音） ）
里昂·亞克蘭德（傑·威斯特飾）（ （台灣配音） ／ 陳力航（香港配音） ／ （大陸配音） ）

## 納米MIRAI
遠野朱音（とおの あかね） （山崎紘菜飾）
埃斯 / 一色理人（いっしき りひと）（伊藤英明飾）

## Think.net
埃斯 / 一色理人（いっしき りひと）（伊藤英明飾）
貝爾（福士誠治飾）
摩亞（畑芽育（虛擬化身）、山田梨奈（真身）飾）
路戈（小山悠飾）
布迦（後藤洋央紀（虛擬化身）、矢部太郎（真身）飾）
T.K.英雄（江田拓寬飾）
野立萬龜男（のだち まきお）（AKIRA 100%飾）

## HUMAGEAR
腹筋崩壊太郎
職員Humagear
瑪姬安娜
守
歐庫雷爾
一貫握郎
西薩曼斯
安娜
巴斯